# Премія НАН України імені І. П. Пулюя
Премія імені І. П. Пулюя — премія НАН України, яку присуджують за видатні роботи у галузі прикладної фізики. Встановлена у 1997 році, її присуджує Відділення фізики і астрономії НАН України щодва роки.
Названа на честь українського фізика, винахідника, публіциста та громадського діяча Івана Павловича Пулюя.

## Лауреати премії

### 1998 рік
Цикл робіт «Радіочастотний відгук високотемпературних надпровідників на мікрохвильове випромінювання»
- Черпак Микола Тимофійович — старший науковий співробітник, Інститут радіофізики та електроніки ім. О. Я. Усикова Національної академії наук України[1]
- Кириченко Олександр Якович — доктор фізико-математичних наук
- Величко Антон Васильович

### 2000 рік
Серія робіт «Вугільний масив: ЯМР — аналіз стану та управління ним»
- Алєксєєв Анатолій Дмитрович — директор Інституту фізики гірничих процесів, член-кореспондент НАН України, доктор технічних наук, професор (2001)
- Іллюшенко Валентин Григорович

### 2002 рік
Серія робіт «Резонансні явища та поляризаційне гальмове випромінювання при зіткненнях електронів з атомами»
- Шпеник Отто Бартоломійович — директор Інституту електронної фізики НАН України, академік, професор, заслужений діяч науки і техніки України, дійсний член Угорської академії наук
- Верховцева Евеліна Тимофіївна — старший науковий співробітник, кандидат фізико-математичних наук, Фізико-технічний інститут низьких температур імені Б. І. Вєркіна НАН України
- Гнатченко Олена Василівна — старший науковий співробітник, кандидат фізико-математичних наук, Фізико-технічний інститут низьких температур імені Б. І. Вєркіна НАН України[2]

### 2004 рік
Серія робіт «Обертання хвильового фронту і фазове спряження спінових хвиль і коливань»
- Коблянський Юрій Володимирович
- Мелков Геннадій Андрійович

### 2006 рік
Цикл робіт «Дослідження електрон-фононної взаємодії просторово обмежених станів носіїв в експериментах з балістичними фононами»
- Данильченко Борис Олександрович
- Сарбей Олег Георгійович

### 2008 рік
Цикл робіт «Магнітні та магнітотранспортні властивості наноматеріалів спінтроніки з неідеальними межами»
- Базалій Ярослав Борисович
- Лось Віктор Федорович
- Погорілий Анатолій Миколайович

### 2011 рік
Цикл робіт «Кореляційні ефекти в процесах пружного розсіювання, збудження та іонізації атомів і іонів при зіткненнях з електронами»
- Боровик Олександр Олександрович — старший науковий співробітник, доктор фізико-математичних наук, Інститут електронної фізики, відділ електронних процесів і елементарних взаємодій
- Гомонай Ганна Миколаївна — старший науковий співробітник доктор, фізико-математичних наук. директор Інституту електронної фізики
- Ремета Євген Юрійович — старший науковий співробітник, доктор фізико-математичних наук. Інститут електронної фізики

### 2017 рік
Розробка нових оксидних наноматеріалів для елементів інформаційних систем, магнітних охолоджувачів та самоконтрольованих магнітних нагрівачів
- Білоус Анатолій Григорович — академік НАН України, завідувач відділу Інституту загальної та неорганічної хімії ім. В. І. Вернадського НАН України
- Калита Віктор Михайлович[3] — доктор фізико-математичних наук, професор Національного технічного університету України «Київський політехнічний інститут імені Ігоря Сікорського»
- Товстолиткін Олександр Іванович[4] — доктор фізико-математичних наук, завідувач відділу Інституту магнетизму НАН України та МОН України

### 2020 рік
Реалізація керованого впливу акустичного поля на процеси перебудови і генерації світла поверхнево-бар'єрними структурами
- Оліх Олег Ярославович — доктор фізико-математичних наук, доцент Київського національного університету імені Тараса Шевченка,
- Оліх Ярослав Михайлович — доктор фізико-математичних наук, провідний науковий співробітник Інституту фізики напівпровідників ім. В. Є. Лашкарьова НАН України[5]